# 塔芒族
塔芒族（又译达芒），又稱穆尔米人（Murmi），是尼泊尔的一個土著民族，塔芒族人口数量为1,539,830（2011年人口）。

## 分布

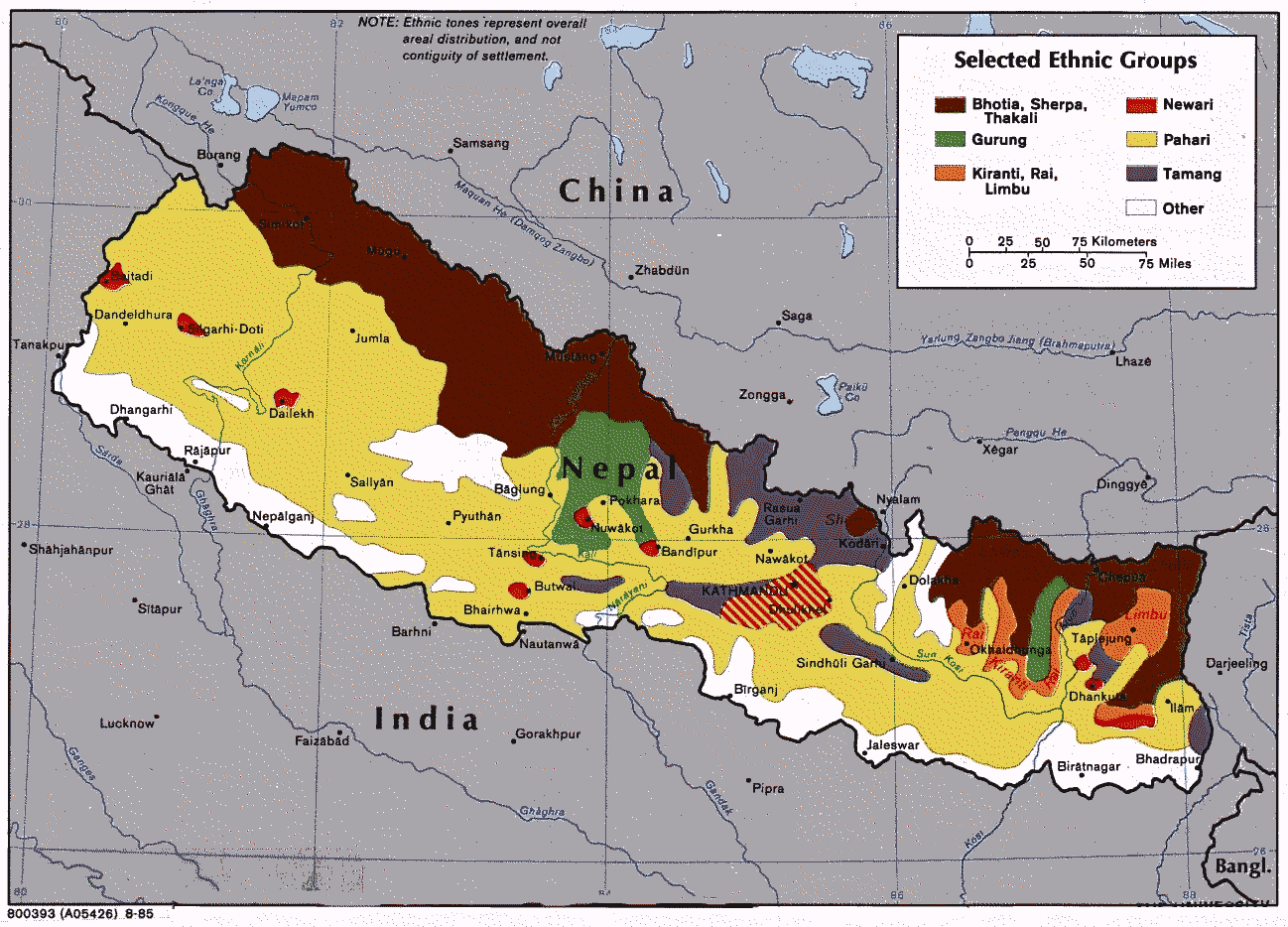
塔芒人的分布地區用灰色表示

塔芒人主要分布在加德满都谷地一帶的山区里，尤以东部丘陵地區最為集中。有人說他們是松贊干布643年援助尼泊爾國王納倫德拉復位的士兵，但滯留在尼泊爾後形成，因為他們來自西藏，又叫菩提亞人。

## 語言
塔芒語，屬于漢藏語系的藏缅语族。藏語中塔芒是馬販子的意思。

## 宗教信仰
主要信仰藏傳佛教，也布信仰苯教與印度教，但喇嘛的地位與勢力比苯波大。任何喪禮儀式也要喇嘛主持，特別是火葬，必須有一位喇嘛在場。
他們是尼泊爾最大的佛教族群，因此不屬於印度教的種姓制度。

## 經濟
族人大多從事农业經濟。也有人與尼泊尔其他民族的成員一樣在尼泊爾、印度的廓爾喀軍隊中服役。他們以前是馬販子。他們農閒時在加德滿都販賣地毯，額頭上扎一條帶頂住籃叫賣的就是塔芒族。
他們一些人也在登山健行中為遊客擔任挑夫。